# Fort Anioła w Świnoujściu
Fort III Anioła – fort pruskiej Twierdzy Świnoujście, wybudowany w latach 1854–1858, przeznaczony do obrony zachodniego kompleksu fortyfikacyjnego od strony lądu.
Składa się on z trzykondygnacyjnej rotundy, zwieńczonej tarasem i basztą obserwacyjną. W ścianach zewnętrznych otwory strzelnicze dla lekkich dział i broni ręcznej. Wokół budowli wały ziemne o narysie pentagonalnym z ufortyfikowaną bramą obronną, wyposażoną w dodatkowe stanowiska strzeleckie i artyleryjskie. Do roku 1863 fort otoczono wałami ziemnymi z podwójną fosą wodną. W latach 1870–1880 w wewnętrzny wał ziemny wkomponowano 3 schrony dla dział polowych, mały magazyn amunicyjny oraz schron dla kanonierów. Pod koniec XIX wieku do fortu doprowadzono łączność telegraficzną oraz sieć energetyczną. W czasie II wojny światowej obiekt połączono kolejką wąskotorową z innymi fortyfikacjami twierdzy. Wokół fortu pojawiły się stanowiska karabinów maszynowych. W okresie międzywojennym fort przystosowano do wojny chemicznej, montując tutaj gazoszczelne drzwi i pokrywy pancerne okien. Na baszcie wybudowano stanowisko przeciwlotniczej stacji radiowej. W drugiej połowie XIX w. Fort Anioła obsadzony był przez piechurów i artylerzystów w sile kompanii około 100 ludzi. Podczas I wojny światowej zaczął tracić na znaczeniu jako obiekt bojowy. W okresie międzywojennym przeszedł we władanie niemieckiej marynarki. W latach 30. zainstalowała się tutaj kompania obserwacyjno-meldunkowa obrony przeciwlotniczej. W maju 1945 załoga bez walki ewakuowała się okrętem na zachód. Po wojnie fort zajęła sowiecka marynarka, wykorzystując go jako obiekt obserwacyjny.
Elementy fortyfikacji:

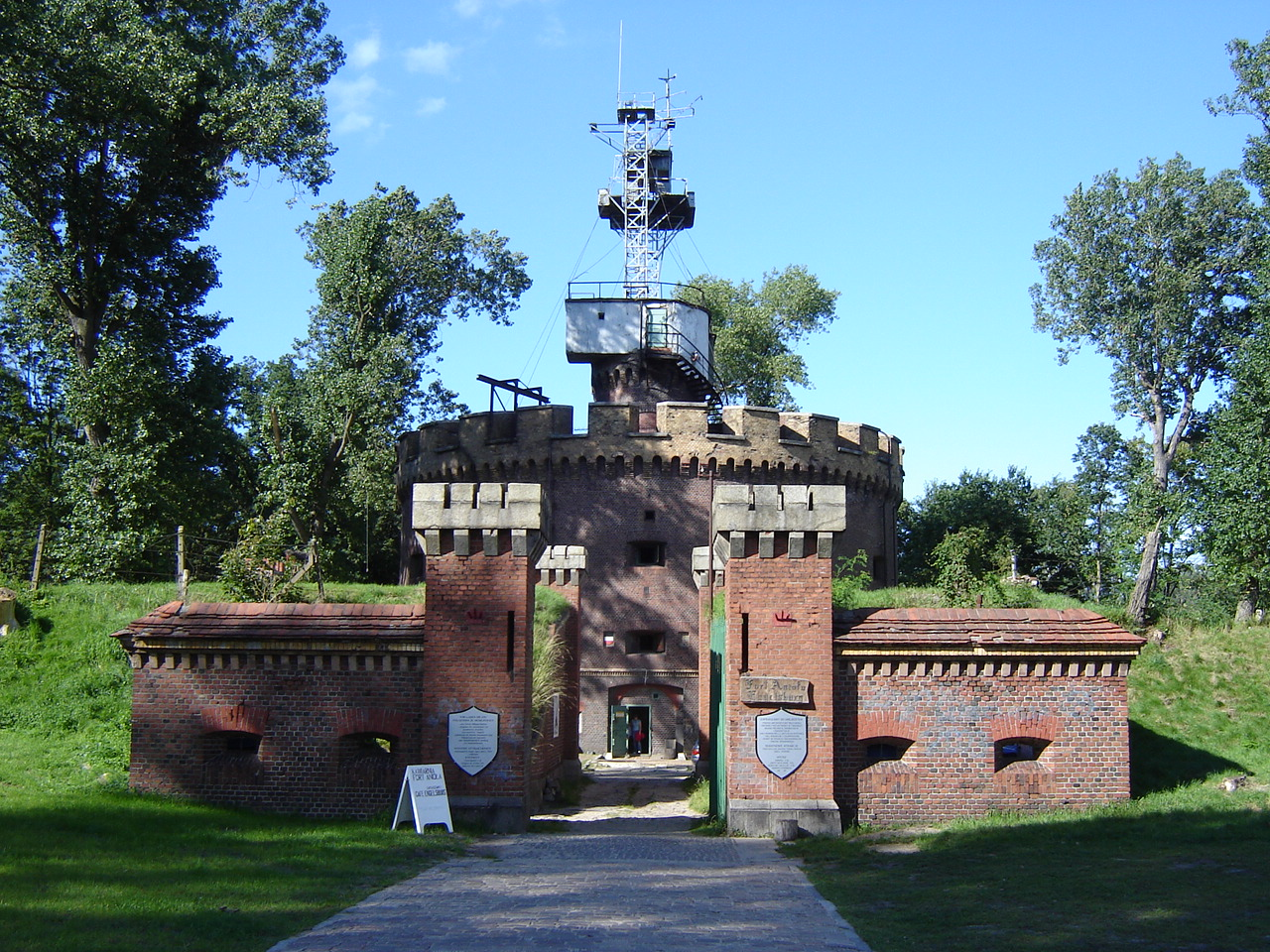
Bateria wschodnia Fortu Anioła

- Brama obronna ze strzelnicami dla dział i karabinów. W zewn. filarach zachowały się jeszcze stalowe koła do podnoszenia zwodzonego pomostu przez fosę. Po obu stronach przesmyku bramy dwa niewielkie pomieszczenia służące niegdyś jako magazyn broni i amunicji.
- Wokół reduty fortu dobrze zachowane remizy artyleryjskie, mały magazyn amunicyjny i schron dla kanonierów.
- W wejściu do fortu dwie pary dwudzielnych drzwi pancernych, zainstalowanych tutaj w okresie międzywojennym podczas uszczelniania fortu przed bronią chemiczną.
- W stopie klatki schodowej i kolejnych kondygnacji owalne otwory szybu dawnej windy do transportu amunicji na wyższe piętra tras i reduty.
- Kamienne, spiralne stopnie w klatce schodowej, wiodące z parteru na taras fortu.